# Sede titolare di Othona
Othona (in latino: Othonensis) è una sede titolare della Chiesa cattolica.

## Storia
Il titolo fa riferimento alla prima sede episcopale del regno dell'Essex dopo la restaurazione del cristianesimo nella regione nella seconda metà del VII secolo, ad opera del vescovo san Cedd, il quale pose la propria residenza in un monastero da lui costruito sulle rovine dell'antico insediamento romano di Othona, nei pressi dell'odierna Bradwell-on-Sea.
Dal 1969 Othona è annoverata tra le sedi vescovili titolari della Chiesa cattolica; dal 10 giugno 2000 l'arcivescovo, titolo personale, titolare è George Kocherry, già nunzio apostolico in Bangladesh.

## Cronotassi dei vescovi titolari
- Bernard Patrick Wall † (14 aprile 1969 - 18 giugno 1976 deceduto)
- Anthony Hitchen † (28 maggio 1979 - 10 aprile 1988 deceduto)
- Vincent Gerard Nichols (5 novembre 1991 - 15 febbraio 2000 nominato arcivescovo di Birmingham)
- George Kocherry, dal 10 giugno 2000